# Autochtones d'Alaska

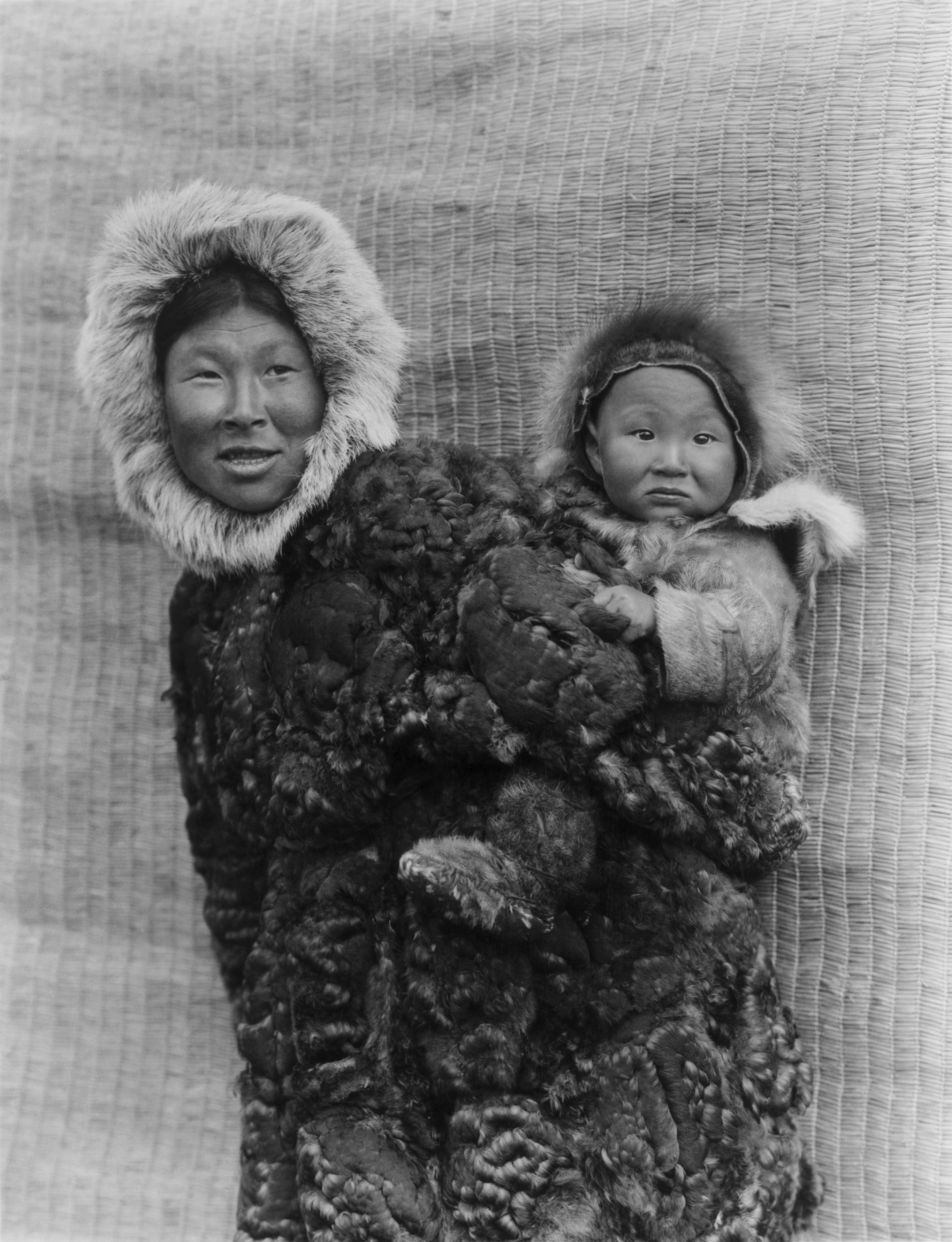
Une mère et son enfant Nunivak cup'ig.

Les autochtones d'Alaska sont les premiers habitants de l'Alaska aux États-Unis. Les différents peuples autochtones sont les Iñupiat, Yupiks, Aléoutes, Eyaks (en), Tlingits, Haïdas, Tsimshians, et un certain nombre d'Athabaskans du Nord.

## Population
Les autochtones d'Alaska sont répartis par le gouvernement fédéral en tribus d'Alaska, qui elles-mêmes sont réparties en 13 groupes, les Alaska Native Regional Corporations (en). Ils sont souvent définis par leurs groupes linguistiques: les Iñupiat parlent l'Inupiaq, les Yupiks des langues yupik, les Aléoutes parlent l'aléoute, les Eyaks (en) parlaient l'eyak, les Tlingits parlent le tlingit, les Haïdas parlent le haïda, les Tsimshians parlent des langues tsimshianiques et les Athapascans parlent des langues athapascanes.

## Histoire

### Origines
Les ancêtres des autochtones d'Alaska ont sans doute migré dans la région il y a des milliers d'années, en au moins deux vagues de peuplement. Certains sont des descendants d'une troisième vague de migration, celle de la colonisation de la partie nord de l'Amérique du Nord. Ils n'ont jamais migré vers les régions du sud ; ce fait est visible dans les études génétiques qui montrent qu'ils ne sont pas étroitement liés aux peuples indigènes d'Amérique du Sud. En Arctique et dans les régions du nord, ils ont établi des cultures  indigènes variées et complexes, qui se sont succédé au fil du temps.

### Premiers contacts puis domination russes
Arrivés au milieu du XVIIIe siècle, précisément en 1741, par le détroit de Béring, les Russes ont commencé à commercer avec les autochtones d'Alaska, en particulier dans le domaine des fourrures. Les Russes, y compris des missionnaires orthodoxes ont installé peu à peu des colonies autour des relais commerciaux. Les commerçants britanniques et américains n'ont atteint la zone qu'au XIXe siècle, et les missionnaires qu'au début du XXe siècle pour les zones les plus reculées. Cette histoire explique la forte présence de l'église orthodoxe russe en Alaska, en particulier parmi les autochtones,.
Les Russes ont forcé les Aléoutes à travailler pour eux plutôt que de continuer à vivre de la chasse. Avec l'expansion du commerces des fourrures, les Aléoutes ont finalement été contraints à l'esclavage. Catherine II, qui est devenue Impératrice en 1763, a exhorté ses sujets à traiter ce peuple plus équitablement[réf. souhaitée]. Sur certaines îles et dans certaines parties de la péninsule d'Alaska, des groupes de commerçants ont été capables de vivre en coexistence relativement pacifique avec la population locale. D'autres groupes ont par contre commis des exactions, allant de la prise d'otages, à la séparation de famille ou à l'exil forcé. La concurrence croissante entre les sociétés commerciales a créé des conflits qui ont aggravé les relations avec les populations autochtones.
Avec la diminution des populations animales, les Aléoutes dépendants de la nouvelle économie basée sur la fourrure, ont été contraints à prendre de plus en plus de risques pendant la chasse à la loutre dans les eaux dangereuses du Pacifique Nord. La compagnie russe d'Amérique étant devenu un monopole, elle a systématisé la violence comme outil d'exploitation coloniale des peuples autochtones. Lorsque les Aléoutes se sont révoltés et ont remporté quelques victoires, les Russes ont riposté, tuant nombre d'entre eux et détruisant de nombreux bateaux et des engins de chasse, ne leur laissant aucun moyen de survie[réf. souhaitée]. Cependant l'effet le plus tragique de la présence russe fut le transport de maladies : parmi les deux premières générations en contact avec les Russes (1741/1759-1781/1799 AD), 80 % des Aléoutes sont morts de maladies infectieuses venues d'Eurasie. Celles-ci étaient alors endémiques chez les Européens, mais les Aléoutes n'avaient aucune défenses immunitaires contre elles.

### XXesiècle
Jusqu'à la fin du XIXe siècle et au début du XXe siècle, les Européens et les Américains n'ont pas eu de relations continues avec les Autochtones d'Alaska. La région n'a été achetée par les États-Unis à la Russie qu'en 1867. La situation a définitivement changé avec la ruée vers l'or.

### ANCSA et législation
En 1971, le Congrès des États-Unis a voté l'Alaska Native Claims Settlement Act (en) (ANCSA), à propos des terres des autochtones d'Alaska. Ce texte a mis en place les 13 Alaska Native Regional Corporations pour gérer ces questions. De façon similaire à ce qui est fait au Canada avec Inuits et les Premières Nations, les Autochtones d'Alaska sont dans une certaine mesure traités de manière distincte des Amérindiens aux États-Unis (Native Americans). Ceci est en partie lié à des raisons historiques.
L'accès à la terre des autochtones de l'Alaska n'était pas régie par le Dawes Act de 1887, mais par le traité Alaska Native Allotment Act (en) de 1906. Celui-ci a été abrogé en 1971, à la suite de la promulgation de l'ANSCA. Une autre différence est que les gouvernements n'ont pas le pouvoir de percevoir des impôts pour les affaires menées sur les terres des tribus, par décision Alaska v. Native Village of Venetie Tribal Government (en) de la Cour suprême des États-Unis (1908). À l'exception des Tsimshians, les Autochtones d'Alaska n'ont plus de réserves , mais contrôlent certaines terres. En vertu du Marine Mammal Protection Act de 1972, les Autochtones de l'Alaska ont le droit de chasser la baleine et les autres mammifères marins.

### Réchauffement climatique
Les Autochtones d'Alaska sont particulièrement concernés par le réchauffement climatique, du fait de la fonte des glaces et du permafrost,. Ces fontes entraînent de grandes inondations qui poussent les populations au départ de leurs milieux de vie.

## Économie
La chasse et la cueillette continuent d'être des activités économiques et culturelles importantes pour de nombreux autochtones de l'Alaska, ce qui est un cas d'économie de subsistance.
Cependant, contrairement à d'autres peuples, les autochtones d'Alaska n'ont pas de droits de subsistance particuliers, hormis celui de la pêche à la baleine.

## Ethnies

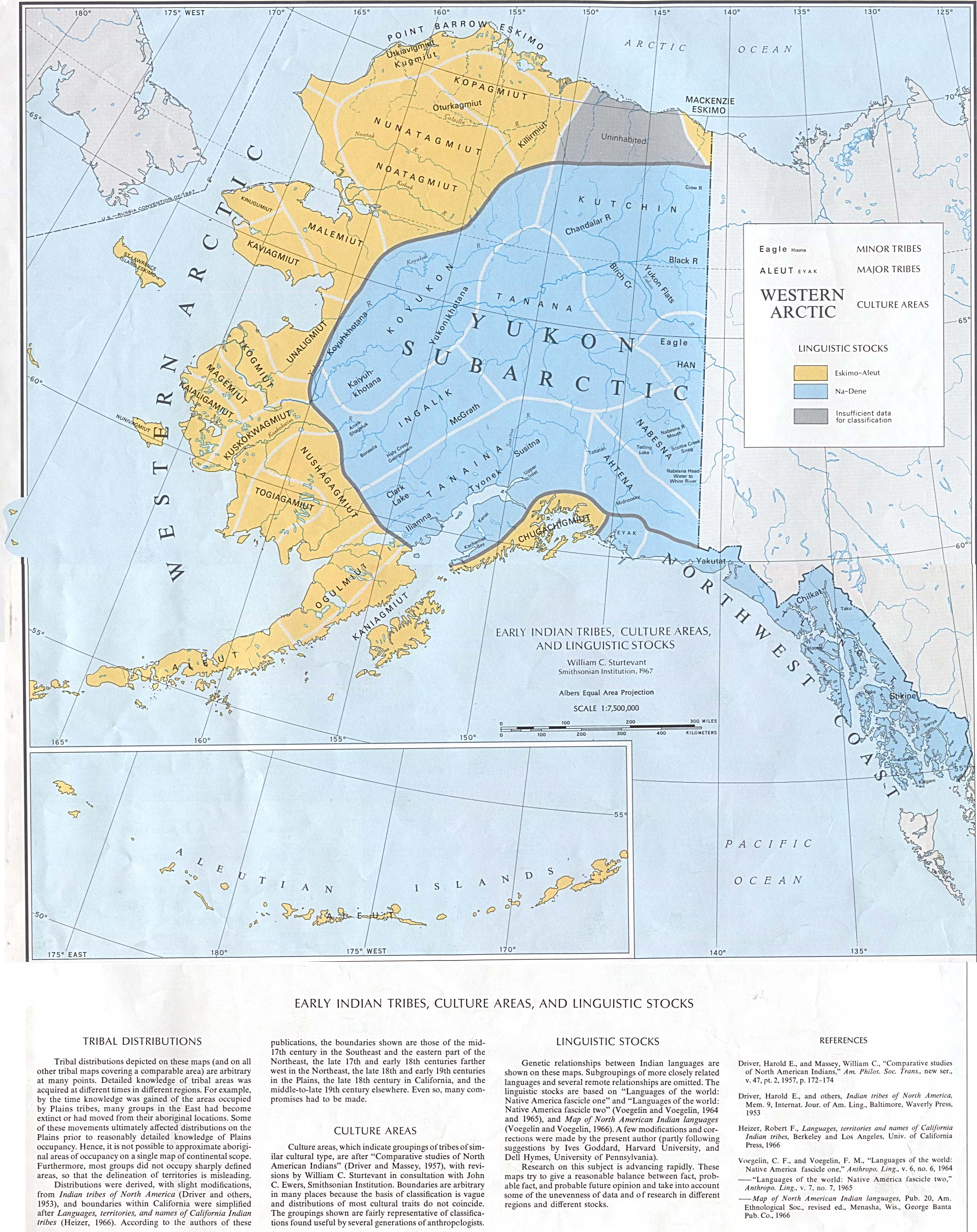
Les langues autochtones d'Alaska.

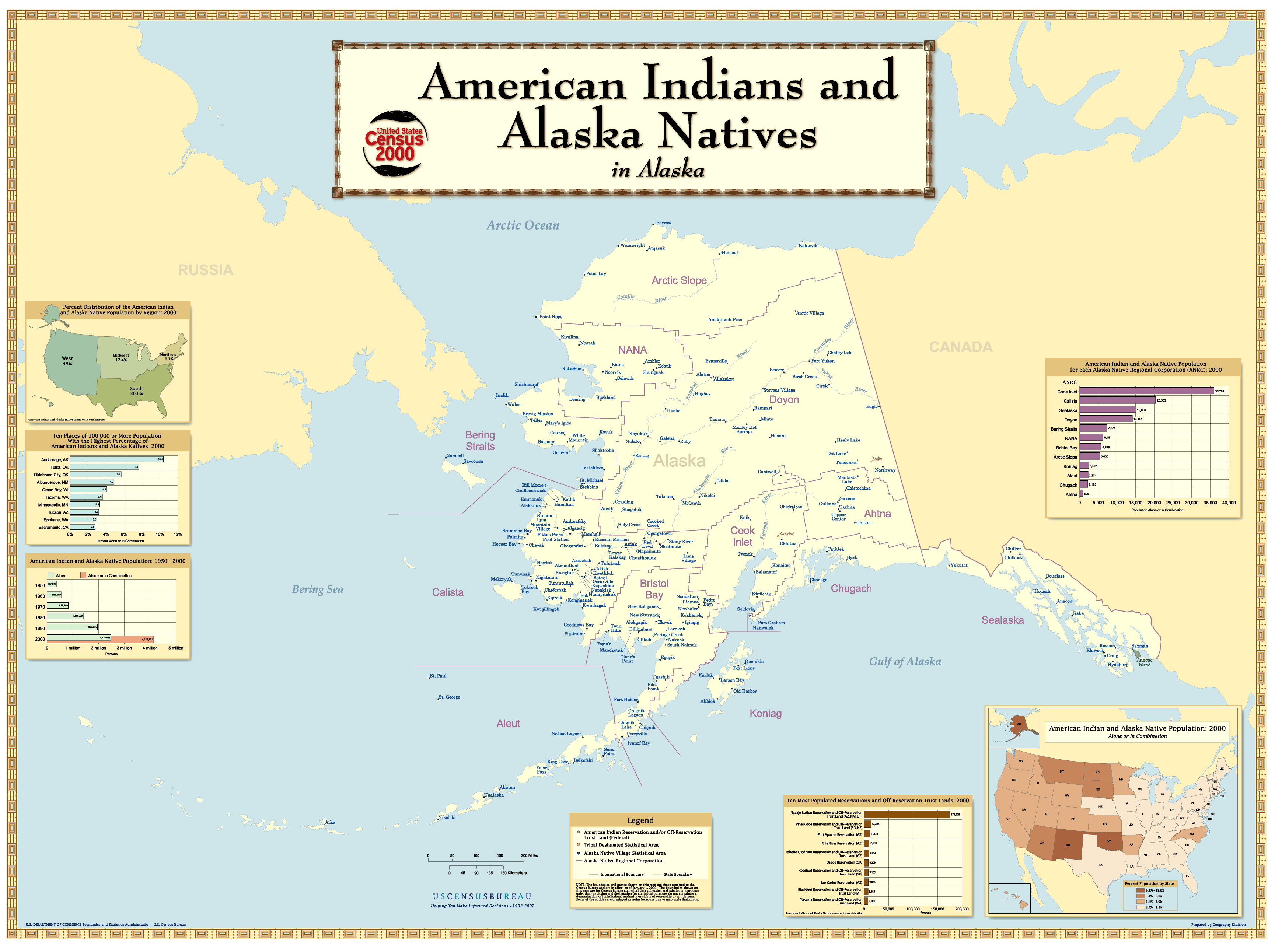
Carte des Amérindiens ou autochtones d'Alaska.

La liste suivante répertorie les groupes ethnolinguistiques d'Alaska :
- Athapascans d'Alaska
  - Ahtnas
  - Deg Hit an
  - Dena'ina
  - Gwich'in
  - Häns
  - Holikachuk
  - Koyukon
  - Bas-Tananas
  - Tanacross
  - Haut-Tananas
  - Haut-Kuskokwim (Kolchan)
- Eyaks
- Tlingits
- Haïdas
- Tsimshians
- Esquimaux
  - Iñupiat
  - Yupik
    - Yupiks de Sibérie
    - Yup'ik
      - Coupe'ik

    - Alutiiq
      - Chugach Sugpiaq
      - Koniag Alutiiq
- Aléoutes (Unangan)